# Hubertus Brandenburg
Hubertus Brandenburg (* 17. November 1923 in Osnabrück; † 4. November 2009 ebenda) war ein römisch-katholischer Geistlicher und Bischof von Stockholm. Er galt vor allem als „ein Mann des Ausgleichs und des Dialogs“ und als eine „herausragende Persönlichkeit für die Kirche in Schweden und ganz Nordeuropa“.

## Leben
Hubertus Brandenburg wurde am 17. November 1923 in Osnabrück als Sohn des Oberstaatsanwalts Hermann Brandenburg (1868–1940) und dessen Ehefrau Carla Brandenburg, geb. Freiin Spiegel von und zu Peckelsheim (1882–1967), geboren. Er war ein Enkel des Zentrums-Politikers und Reichstagsabgeordneten Carl Brandenburg, der als Nachfolger Ludwig Windthorsts von 1891 bis 1902 den Wahlkreis Meppen im Reichstag vertrat. Brandenburg wurde nach einem Notabitur am Osnabrücker Gymnasium Carolinum zum Kriegsdienst verpflichtet. Als Marinesoldat brachte er es bis zum Schnellboot-Kommandanten. Sein Einsatz führte ihn nach Tromsø in Nordnorwegen. Er diente in derselben Flottille wie der spätere evangelische Landesbischof Eduard Lohse, mit dem er sich später maßgeblich in der Ökumene engagierte.
Brandenburg studierte nach dem Kriegsende in Münster zunächst Rechtswissenschaften und Volkswirtschaft. Er wechselte dann an die Katholisch-Theologische Fakultät der Westfälischen Wilhelms-Universität Münster. Brandenburg war seit 1946 Mitglied der katholischen Studentenverbindung KDStV Sauerlandia Münster im CV und trat später noch der AV Widukind Osnabrück im CV bei. Er war Mitglied des Carolingerbundes und im Curatorium Carolini seiner alten Schule.
Am 20. Dezember 1952 empfing Brandenburg die Priesterweihe im Dom St. Peter zu Osnabrück. Er war Kaplan an St. Antonius in Hamburg-Winterhude. Nachdem er von 1955 bis 1958 an der Päpstlichen Universität Gregoriana in Rom studiert hatte, wurde er bei Gustav Gundlach SJ mit der Arbeit „Caritas und Wohlfahrtspflege – Grundlagen für ihre Zusammenarbeit“ zum Doktor der Theologie promoviert. Ab 1958 war er Jugendseelsorger im Bistum Osnabrück. 1967 wurde er zum Domkapitular ernannt, dann zum Finanzdirektor in Osnabrück bestellt.
1972 wurde er von Kardinal-Großmeister Eugène Kardinal Tisserant zum Ritter des Ritterordens vom Heiligen Grab zu Jerusalem ernannt und am 13. Mai 1972 durch Lorenz Kardinal Jaeger, Großprior der deutschen Statthalterei, und Hermann Josef Abs, Statthalter in Deutschland, investiert. Er war Komtur mit Stern des Ordens. Er war Mitglied des Deutschen Vereins vom Heiligen Lande und engagierte sich für zahlreiche Sozialprojekte im Heiligen Land.
1974 wurde er von Papst Paul VI. zum Weihbischof im Bistum Osnabrück und zum Titularbischof von Strathernia ernannt. Die Bischofsweihe spendete ihm Helmut Hermann Wittler am 26. Januar 1975; Mitkonsekratoren waren der Kurienbischof und Präsident des Päpstlichen Rates für die sozialen Kommunikationsmittel, Andrzej Maria Deskur, und der Osnabrücker Weihbischof Johannes von Rudloff. 1976 wurde Brandenburg Ehren-Konventualkaplan des Souveränen Malteserordens.
1977 ernannte ihn Paul VI. zum Bischof von Stockholm. Er war langjähriger stellvertretender Vorsitzender der Nordischen Bischofskonferenz.
Anlässlich seines 75. Geburtstags nahm Papst Johannes Paul II. 1998 Brandenburgs Rücktrittsgesuch aus Altersgründen an. Brandenburg lebte zunächst in Helsingborg, bevor er in seine Heimatstadt Osnabrück zurückkehrte. Er starb nach längerer Krankheit am 4. November 2009 im Alter von 85 Jahren und wurde am 14. November in der Bischofsgruft des Osnabrücker Doms beigesetzt.